# Antitelefon
Ein Antitelefon (auch Tachyon-Antitelefon) ist ein hypothetisches Gerät, mit dem Signale in die eigene Vergangenheit gesendet werden könnten. Es beruht auf einem Gedankenexperiment Albert Einsteins (1907),
wonach sich mit Überlichtgeschwindigkeit ausbreitende Signale gemäß der speziellen Relativitätstheorie rückwärts durch die Zeit bewegen. Einstein (1910) bezeichnete das in einem Gespräch mit Arnold Sommerfeld als ein Mittel, um „in die Vergangenheit zu telegraphieren“.
Ein ähnliches Gedankenexperiment wurde von Richard Chace Tolman (1917) besprochen, weswegen es auch als Tolmans Paradoxon bekannt ist.
Ein hypothetisches Gerät, mit dem das bewerkstelligt werden könnte, wurde von Gregory Benford später als „Tachyon-Antitelefon“ bezeichnet. Bei Tachyonen handelt es sich um hypothetische, überlichtschnelle Teilchen, denen unübliche Eigenschaften wie z. B. eine imaginäre Masse zugesprochen werden.
Ein solches „Telegraphieren in die Vergangenheit“ mittels überlichtschneller Kommunikation würde allerdings zu Kausalitätsverletzungen führen, deswegen wurde es von Einstein, Tolman und von der überwiegenden Mehrheit der Physiker als praktisch nicht möglich eingestuft. Auch die damit zusammenhängenden Tachyon-Theorien sind umstritten.

## Einwegbeispiel

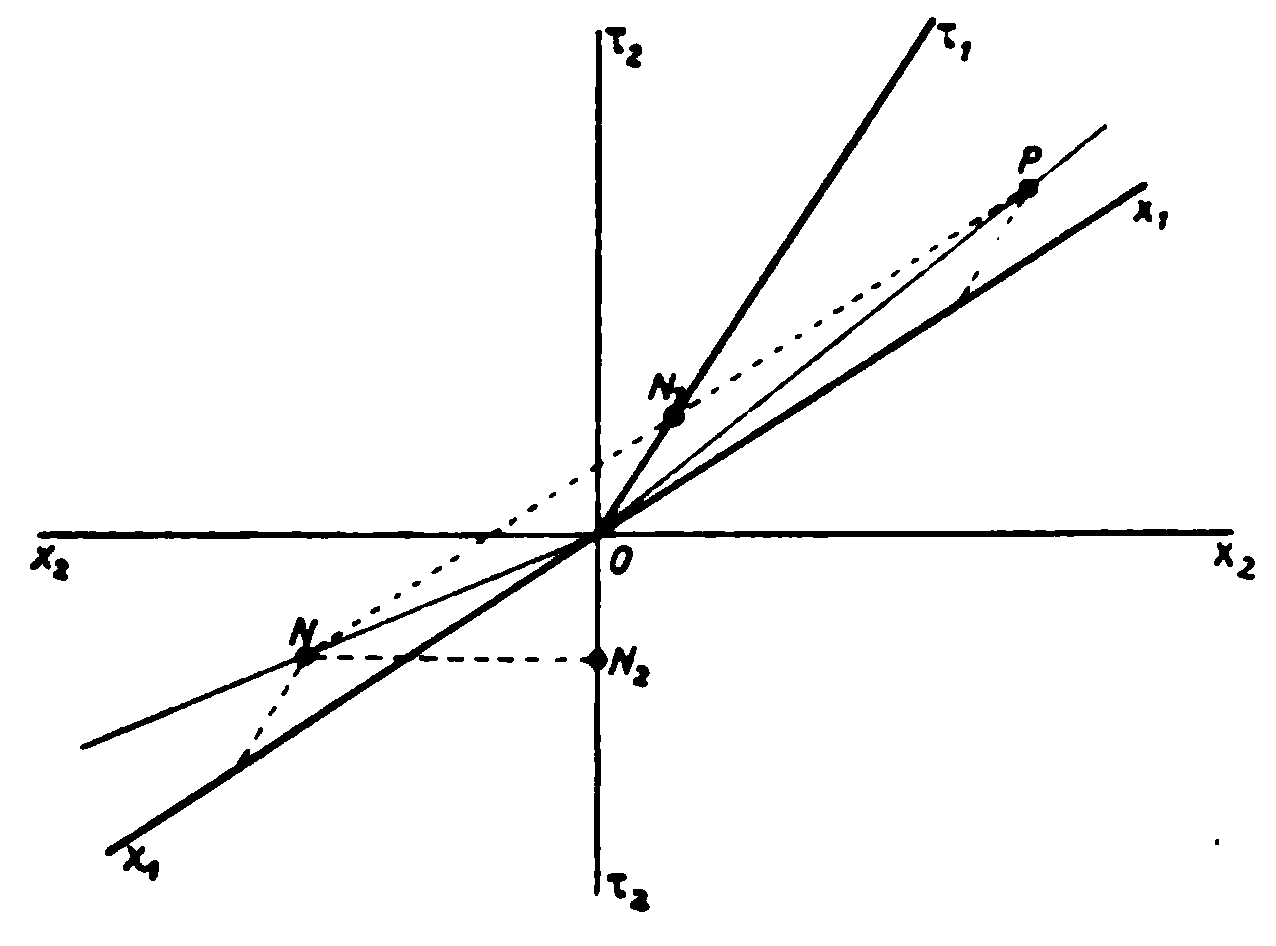
Dies wurde 1911 durch Paul Ehrenfest unter Benutzung eines Minkowski-Diagramms veranschaulicht. Zwei Signale werden im System B_{1} mit annähernd unendlich großer Geschwindigkeit in die entgegengesetzten Richtungen OP und ON gesendet, wobei Ereignis O vor Ereignis N stattfindet. In einem anderen Inertialsystem B_{2} findet jedoch N vor O statt.

Basierend auf Einsteins Gedankenexperiment betrachtete Tolman folgende Situation: Es sei eine Strecke L mit den Endpunkten A und B gegeben. Ein Signal wird nun bei A zum Zeitpunkt {\displaystyle t_{0}} mit Geschwindigkeit {\displaystyle w} in Richtung B gesendet und kommt zum Zeitpunkt {\displaystyle t_{1}} dort an. Für die Flugzeit des Signals ergibt sich
{\displaystyle \Delta t=t_{1}-t_{0}={\frac {L}{w}}}.
Hier findet also die Ursache (Ereignis bei A) vor der Folge (Ereignis bei B) statt. In einem Inertialsystem, das sich mit der Geschwindigkeit {\displaystyle v} relativ dazu bewegt, ergibt sich jedoch gemäß der Lorentz-Transformation für die Flugzeit des Signals bis zur Ankunft bei B
{\displaystyle {\begin{aligned}\Delta t'&=t'_{1}-t'_{0}={\frac {t_{1}-vB/c^{2}}{\sqrt {1-v^{2}/c^{2}}}}-{\frac {t_{0}-vA/c^{2}}{\sqrt {1-v^{2}/c^{2}}}}\\&={\frac {1-wv/c^{2}}{\sqrt {1-v^{2}/c^{2}}}}\Delta t.\end{aligned}}}
Es ist zu sehen, dass man im Fall {\displaystyle w>c} durch geeignete Wahl von v ein negatives {\displaystyle \Delta t'} erreicht. Mit anderen Worten, die Wirkung bei B ereignet sich in diesem System vor der Ursache bei A. Einstein und Tolman verwiesen darauf, dass dieses Resultat keinen logischen Widerspruch enthält, jedoch widerspricht es der Gesamtheit der Erfahrung, sodass die Unmöglichkeit von Überlichtgeschwindigkeiten ihrer Ansicht nach ausreichend bewiesen ist.

## Zweiwegbeispiel
Komplizierter werden die Zusammenhänge, wenn folgendes Beispiel diskutiert wird: Es sei ein Inertialsystem S′ gegeben, in dem Beobachter A ruht, und ein Inertialsystem S, in dem B ruht. B bewegt sich in negativer x-Richtung aus Sicht von A. Ebenso wird vorausgesetzt, dass A und B über gleichartige Geräte verfügen, mit denen in ihren jeweiligen Inertialsystemen überlichtschnelle Signale gesendet werden können.
A sendet zum Zeitpunkt {\displaystyle t_{0}'=0} ein mit Überlichtgeschwindigkeit {\displaystyle -w'} (gemessen in S′) sich ausbreitendes Signal zu B, das dort zum Zeitpunkt
{\displaystyle t_{1}'={\frac {L'}{w'}}}
ankommt. Hier ist {\displaystyle L'} die Strecke, die vom Signal durchlaufen wird, bis es das in negativer x-Richtung davonfliegende B erreicht hat. Bei B wird nun unmittelbar darauf der eigene Sender aktiviert und ein mit Überlichtgeschwindigkeit {\displaystyle w} (gemessen in S) sich ausbreitendes Signal zu A gesendet. Dabei muss berücksichtigt werden, dass die Strecke längenkontrahiert ist, und dass A dem Signal in positiver Richtung davonläuft. Das ergibt eine Ankunftszeit von
{\displaystyle t_{2}={\tfrac {L'{\sqrt {1-{\frac {v^{2}}{c^{2}}}}}}{w-v}}}.
In S’ hingegen ergibt sich (vgl. Formel für {\displaystyle \Delta t'} im Einwegbeispiel)
{\displaystyle t_{2}'={\frac {1-{\frac {wv}{c^{2}}}}{\sqrt {1-{\frac {v^{2}}{c^{2}}}}}}t_{2}={\frac {1-{\frac {wv}{c^{2}}}}{w-v}}L'}.
Insgesamt ergibt sich also die Gesamtzeit {\displaystyle T'} bis zur Rückkehr zu A
{\displaystyle T'=t_{1}'+t_{2}'=\left({\frac {1}{w'}}+{\frac {1-{\frac {wv}{c^{2}}}}{w-v}}\right)L'}.
Auch hier ergibt sich bei {\displaystyle w>c}, dass bei geeigneter Wahl von {\displaystyle v} ein negatives {\displaystyle T'} entsteht, das heißt, A erhält die Antwort zurück, bevor das ursprüngliche Signal ({\displaystyle t_{0}'=0}) überhaupt abgesendet wurde. Benford u. a. schrieben über solche Situationen:

„The paradoxes of backward-in-time communication are well known. Suppose A and B enter into the following agreement: A will send a message at three o’clock if and only if he does not receive one at one o’clock. B sends a message to reach A at one o’clock immediately on receiving one from A at three o’clock. Then the exchange of messages will take place if and only if it does not take place. This is a genuine paradox, a causal contradiction.“

„Die Paradoxien der Kommunikation rückwärts durch die Zeit sind wohlbekannt. Man nehme an, dass A und B die folgende Übereinkunft treffen: A wird genau dann um drei Uhr eine Nachricht senden, wenn er um ein Uhr keine Nachricht erhält. Unmittelbar nachdem die Nachricht von A um drei Uhr bei B eintrifft, sendet B eine Nachricht, die A um ein Uhr erreicht. Der Nachrichtenaustausch findet also genau dann statt, wenn er nicht stattfindet. Das ist ein echtes Paradoxon, ein kausaler Widerspruch.“

Daraus schlossen sie, dass überlichtschnelle Teilchen wie Tachyonen keine Signale übertragen dürften.